# Mycetina marginalis
Mycetina marginalis es una especie de coleóptero de la familia Endomychidae.

## Distribución geográfica
Habita en Siberia.